# Guguschia nailiae
Guguschia nailiae — викопний вид гусеподібних птахів родини Качкові (Anatidae). Скам'янілі рештки знайдені на території Азербайджану і датуються пізнім олігоценом. Вид вважається найдавнішим видом лебедів.